# 東方會
東方會（日语：〔〕／ Tōhōkai）是日本昭和初年的極右翼:2国家社会主义:1政黨。東方會先於1933年（昭和八年）:1, 5由當時屬國民同盟的眾議院議員中野正剛:1作為國策研究團體:5建立，由中野正剛本人自任總裁:2，後於1935年（昭和十年）:5:1自國民同盟:3（立憲民政黨系:2）分裂，並於1936年（昭和十一年）5月25日正式改組為政黨:2。東方會的黨報為《東大陸》:4, 5與《東方時論》:2。東方會的創黨黨綱為“根據極權主義的原則，廢除階級特權，並消滅阶级斗争”:1。東方會曾一度於1940年（昭和十五年）因參與由近衛文麿領導的新體制運動而解散:2, 3，而中野正剛本人更曾任大政翼贊會常任總務，但後來中野正剛因對大政翼贊會感到失望而於1941年（昭和十六年）辭去在大政翼贊會的職務:1，並於同年復建東方會:2, 3。1943年（昭和十八年）10月21日，中野正剛因密謀推翻東條內閣失敗而被拘捕，並在五日後被釋放後的深夜以日本刀切腹自殺:1，而東方會亦於1944年（昭和十九年）3月23日正式解散:1。

## 歷史

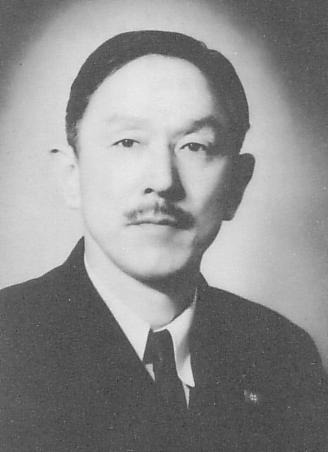
東方會總裁中野正剛

中野正剛自1920年（大正十年）起在連續八屆眾議院選舉中均當選眾議員。九一八事變（日本稱“滿洲事變”）後，中野正剛倒向國家社會主義。1932年（昭和七年），中野正剛與安達謙藏等人共同組建國民同盟:1。1933年（昭和八年）:1, 5，中野正剛建立其時為國策研究團體:5的東方會，並自任總裁:2。中野正剛於1935年（昭和十年）脫離國民同盟:5:1，並隨即在翌年5月25日改組東方會為政黨:2，訂立“根據極權主義的原則，廢除階級特權，並消滅階級鬥爭”的創黨黨綱:1。1939年（昭和十四年），東方會一度試圖與同樣倒向極權主義的社會大眾黨合併為「極權主義單一國民政黨」（全体主義単一国民政党），但以失敗告終。
1940年（昭和十五年），東方會因參與由近衛文麿領導的新體制運動而解散:2, 3，而中野正剛本人亦在此後出任大政翼贊會常任總務:1。然而，中野正剛在此後對大政翼贊會感到失望（一説為中野正剛派系與大政翼贊會內的日本主義派爭奪大政翼贊會領導權失利），遂於1941年（昭和十六年）辭去在大政翼贊會的職務:1，並復建東方會:2, 3。後來，中野正剛因東條內閣意欲制訂《戰時刑事特別法》而與當時的內閣總理大臣东条英机產生嚴重衝突，中野正剛更在《朝日新聞》1943年（昭和十八年）元旦號中投稿文章《戰時宰相論》並激怒東條英機。同年10月21日，中野正剛因密謀推翻東條內閣失敗而被逮捕，並在同月25日由警視廳移交予憲兵隊。雖然中野正剛在法官小林健治駁回對他的拘留後於26日獲釋，但他隨即在獲釋當日深夜以日本刀切腹自殺:1。中野正剛自殺一事對東方會造成毀滅性影響，而東方會也最終在1944年（昭和十九年）3月23日正式解散:1。

## 政治立場
東方會位於政治光譜中的極右翼:2，信奉國家主義、亚洲门罗主义、計劃經濟、國家社會主義與極權主義等:1, 5，其創黨黨綱為“根據極權主義的原則，廢除階級特權，並消滅階級鬥爭”:1。堀幸雄在其書《戰前國家主義運動史》中稱其於研究阿道夫·希特勒的《我的奋斗》後認為東方會是“最接近纳粹主义的右翼”，而皮耶·拉威爾（ピエール・ラヴェル）則在其論文中稱“明確支持歐洲法西斯主义”的東方會是日本“唯一可以毫無保留地以‘法西斯主義’來形容的極端民族主義組織”。

## 競選目標、勢力範圍與眾議院選舉結果
東方會的競選目標群體為工人、農民與中小企業家等:1，而其主要勢力範圍為以九州為中心的西日本農村地區。以下資料出自日本眾議院與參議院聯合主編的《議會制度百年史—院內會派編眾議院之部》（議会制度百年史—院内会派編衆議院の部）。
| 選舉年 | 得票    | 得票率（%） | 議席     | 議席變化     |
| ------ | ------- | ----------- | -------- | ------------ |
| 1937   | 221,455 | 2.17        | 11 / 466 | （初次參選） |